# Якимівська сільська рада (Великобагачанський район)
Якимівська сільська́ ра́да — сільська рада, територія якої відноситься до складу Великобагачанського району Полтавської області, Україна. Центром сільради є село Якимове. Утворена у січні 1918 році.
Населення сільради 1 220 осіб.

## Населені пункти
- село Якимове
- село Балюки